# Bruine meeszanger
De bruine meeszanger (Curruca lugens synoniemen: Sylvia lugens en Parisoma lugens) is een zangvogel uit de familie Sylviidae (grasmussen).

## Verspreiding en leefgebied
Deze soort komt voor in oostelijk Afrika en telt vijf ondersoorten:
- C. l. lugens: westelijk en centraal Ethiopië.
- C. l. griseiventris: het zuidelijke deel van Centraal-Ethiopië.
- C. l. jacksoni: van zuidelijk Soedan en Oeganda tot Kenia, noordelijk Tanzania, Malawi en zuidoostelijk Congo-Kinshasa.
- C. l. clara: zuidelijk Tanzania.
- C. l. prigoginei: oostelijk Congo-Kinshasa.

## Status
De grootte van de populatie is niet gekwantificeerd maar de soort wordt omschreven als schaars tot plaatselijk algemeen. Op de Rode lijst van de IUCN heeft deze soort de status niet bedreigd.